# 六榕街道
六榕街道（ろくようがいどう）は、広州市越秀区の街道。現行行政地名は六榕街道旧南海県社区、六榕街道稲穀倉社区などの社区16個がある。面積は2.04km2。2019年末までの人口は10.2万人。

## 地理
広州市越秀区の西中部に位置している。

## 観光地
- 南越文王墓：
- 光孝寺：4世紀に開かれた広州最古の寺院で広州四大禅林に数えられる。もとは南越王趙建徳の邸宅跡であった。三国の呉のときに虞翻が配流されてここで講学し、虞苑または訶林と呼ばれた。東晋の隆安年間に仏僧の罽賓三蔵が王園寺として開いた。南朝宋の永初年間に求那羅跋陀三蔵が戒壇を設けた。六祖慧能がここで剃髪出家した。
- 六榕寺：広州市内で最も古い建築物とされる「六榕花塔」が存在する。
- 三元宫：
- 越王井：

## 行政区画
16社区を管轄する。
| 番号 | 社区名       | 番号 | 社区名     |
| ---- | ------------ | ---- | ---------- |
| 01   | 旧南海県社区 | 09   | 文園巷社区 |
| 02   | 稲穀倉社区   | 10   | 興隆東社区 |
| 03   | 盤福社区     | 11   | 蘭湖里社区 |
| 04   | 双井社区     | 12   | 象崗山社区 |
| 05   | 流花湖社区   | 13   | 彭家巷社区 |
| 06   | 第一津社区   | 14   | 涼亭坊社区 |
| 07   | 司馬坊社区   | 15   | 迎寿里社区 |
| 08   | 嘉和苑社区   | 16   | 駟馬涌社区 |

## 施設

### 交通
・地下鉄の駅：